# Walter Spannenkrebs
Walter Spannenkrebs, född 16 augusti 1895, död 19 oktober 1979, var en tysk officer och författare. 
Spannenkrebs deltog såsom chef för Panzer-Regiment 27, 19 Panzer-Division, i Operation Barbarossa, men skadades 6 juli 1941 och fick amputera ena benet.
Han blev generalmajor 1944, och var från juni samma år till och med krigsslutet Kommandeur der Fahnenjunkerschulen der Panzertruppe (chef för pansartruppernas kadettskola).